# Almeria (Alabama)
Almeria es un pequeño núcleo de población sin entidad administrativa perteneciente al condado de Bullock, en el estado de Alabama, en Estados Unidos.

## Situación geográfica
Se trata de un conjunto de casas situado sobre la carretera condal 15 del condado de Bullock, en el estado de Alabama, a unos 70 kilómetros por carretera al SO de Montgomery, capital del estado.
Sus coordenadas son: 31° 01' 35 N y85º 51' 01 W y está situada a 166 m s. n. m.
Cuenta con una iglesia y una vieja escuela.

## El Almeria Club
El Almeria Club fue un centro comunitario y club de música instalado en la antigua escuela de Almeria, de una sola estancia, originalmente levantada en 1907 o 1909 y ampliada en 1915. Cuando los estudiantes de Almeria fueron trasladados a la escuela de la vecina localidad de Inverness, en 1946, el edificio fue adquirido por el gobierno estatal y transformado en centro social. En los años 50 ganó diversos premios estatales por los eventos que en él se organizaban, como conciertos o celebraciones del Fox Hunter's Club.
Según cuenta el músico country Hank Williams Jr., su padre, el famoso Hank Williams, había tocado y grabado en varias ocasiones en el Almeria Club. En una ocasión, en 1947, se vio envuelto en un violento tumulto con motivo de un concierto durante el cual su esposa (y madre de Hank Williams Jr.), Audrey Williams, también intérprete, se vio acosada por una antigua pareja. Estos hechos ocurrieron supuestamente en 1947. Como homenaje, Hank Williams Jr. decidió grabar parte de su disco The Almeria Club Recordings, de 2002, en el viejo edificio.

## Toponimia
El nombre de esta comunidad no parece estar directamente relacionado con la ciudad de Almería, en España. Almeria es un nombre de pila común en inglés, pero arcaico y poco frecuente.